# Christian Heinrich Hänel

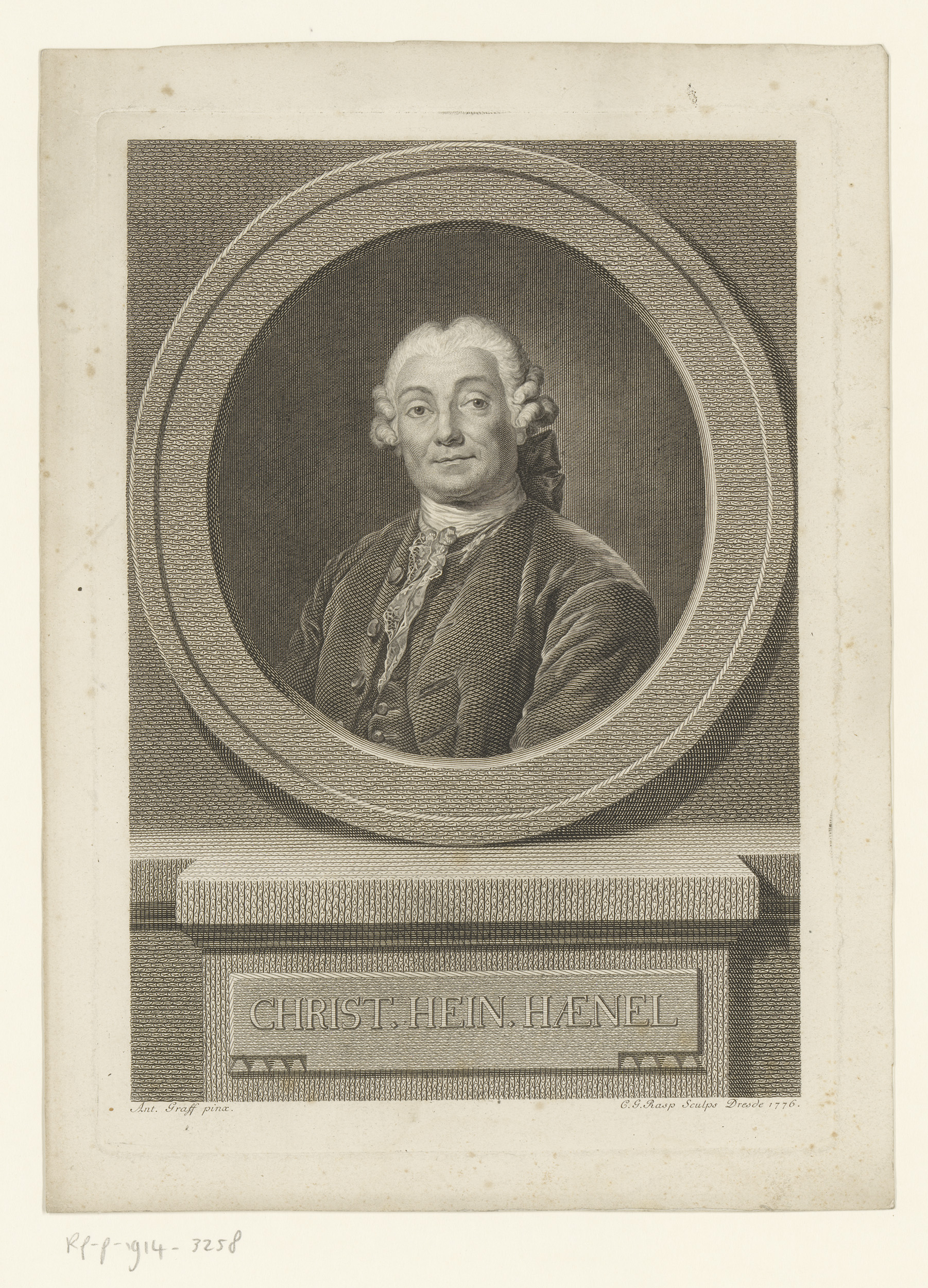
Christian Heinrich Hänel (um 1774)

Christian Heinrich Hänel (auch Haenel, * 17. Dezember 1715 in Lauter; † 16. Juni 1777 in Dresden) war ein deutscher Mediziner, Generalstabsmedicus und Leibarzt der Kurfürsten von Sachsen.

## Leben und Wirken
Christian Heinrich Hänel studierte an der Universität Leiden Medizin, war ein Schüler von Herman Boerhaave und wurde 1739 in Leiden mit seiner Dissertation Dissertatio inauguralis medica de Camphora promoviert. 
Christian Heinrich Hänel war zunächst Feld- und Commissariatsmedicus und gehörte dann zu den ersten Lehrern des 1748 in den Neustädter Infanteriekasernen von Dresden gegründeten Kurfürstlich-Sächsischen Collegium medico-chirurgicum, das der nichtakademischen Ausbildung von Chirurgen für die kurfürstlichen Truppen Sachsens und von Wundärzten für die ländlichen Gebiete von Dresden diente. Ab 1755 wirkte er als Leibarzt von Friedrich August II., dem Kurfürsten von Sachsen. Er wurde zum Hofrat ernannt und stand als Generalstabsmedicus an der Spitze des Sanitätswesens.
Für seinen 1745 verstorbenen älteren Bruder Christian Friedrich Hänel (1701–1745) gab er den 2. Band des Werkes Opera partim edita partim nondum edita von Johann Heinrich von Heucher heraus. 
Unter der Präsidentschaft von Andreas Elias Büchner wurde Christian Heinrich Hänel am 4. Februar 1764 unter der Matrikel-Nr. 666 mit dem akademischen Beinamen Arantius II. zum Mitglied der Leopoldina gewählt.
Der Kupferstecher und Miniaturmaler Carl Gottlieb Rasp fertigte 1776 nach einem Werk des als kurfürstlich sächsischer Hofmaler in Dresden wirkenden Schweizer Malers Anton Graff aus dem Jahr 1774 einen Stich von Christian Heinrich Hänel.
Der 1750 in Dresden geborene Mediziner Christian Heinrich Hänel war sein Sohn und wurde 1777 mit seiner Dissertation De morbis ex senio unter Johann Christoph Pohl in Leipzig promoviert.

## Schriften
als Autor
- Dissertatio inauguralis medica de Camphora. Wishoff, Lugduni Batavorum 1739 (Digitalisat)
- Grundsätze zur ausübenden Arzneykunst nach Anleitung des Boerhave von Dr. Christian Heinrich Häneln, Churfürstl. Sächs. Hofrath und Leib, auch General-Stabs-Medico, zu seinen Vorlesungen bey dem Collegio Medico-Chirurgico aufgesetzt, und nach dessen Ableben zum Druck befördert. Churfürstliche Hofbuchdruckerey, Dresden 1781 (Digitalisat)

als Herausgeber
- Opera partim edita partim nondum edita. Langenhemium, Lipsiae 1745 (Digitalisat)